# Małgorzata Dawidek-Gryglicka
Małgorzata Dawidek Gryglicka (ur. 1976) – artystka wizualna, teoretyczka sztuki, dr nauk humanistycznych.
Ukończyła studia na Akademii Sztuk Pięknych w Poznaniu, gdzie obroniła dyplomy z zakresu krytyki i promocji sztuki(2001) oraz malarstwa (2002). W roku 2000 studiowała w Vysokiej Skole Vytvarnyh Umeni w Bratysławie (Słowacja).
W 2008 roku obroniła pracę doktorską z zakresu historii sztuki nowoczesnej nt. tekstu jako dzieła sztuki w Polsce po 1967 r. Instytut Historii Sztuki Uniwersytetu im. A. Mickiewicza w Poznaniu. Obecnie jest asystentką w pracowni malarstwa na Akademii Sztuk Pięknych w Poznaniu.
Autorka poezji konkretnej, wizualnej i książek artystycznych oraz tekstów o sztuce – publikuje w Czasie Kultury, Ricie Baum, EXIT, Zeszytach Artystycznych, Autoportrecie. Redaktorka publikacji zbiorowej pt. Tekst-tura, Kraków 2005. Współtwórczyni galerii Enter w Poznaniu.
W swojej praktyce artystycznej pracuje na znaczeniu i współistnieniu czystego słowa i czystego obrazu. Najważniejsze realizacje – poezje wizualne i książki – to: Krótka historia przypadku (1997), W górze jest niebo (1998), Słowo (1999), Wspólny pokój (1999), Kompozycja na... (2000), DE – kody (2003), Słownik introwertyczny, Słownik ekstrawertyczny (2004), Definicja (2005).

## Wystawy
- 2002: MAIL ART. INVITATION LATTERup LETTERdown, City Art Gallery Kubus, Hanower.

Wystawy indywidualne:
- 2017: Strony, Galeria Muzalewska, Poznań;
- 2014: PONGLISH, Galeria Muzalewska, Poznań;
- 2011: Errata, Galeria Muzalewska, Poznań;
- 2007: Do widzenia, do jutra, Galeria AT, Poznań;
- 2006: Książki, Galeria Piekary;
- 2006: Fragmenty, Galeria Arsenał, Białystok[1];
- 2003: De-KODY, Galeria AT, Poznań;

Wystawy zbiorowe:
- 2004: www.kalucki.free.art.pl, Galeria Arsenał, Białystok[2];
- 2004: Alphabet, piąta edycja cyklu Książka i co dalej, Galeria AT, Poznań[3];